# Sixten Sandberg (fotbollsspelare)
Bror Sixten Sandberg, född 26 september 1919 i Brännkyrka, död 24 augusti 1991 i Skå, var en svensk fotbollsspelare.

## Karriär
Sandberg gjorde mellan säsongen 1939/1940 och 1946/1947 23 mål på minst 24 matcher för Djurgårdens IF i Allsvenskan och Division 2.

## Karriärstatistik
| Klubb          | Säsong    | Liga             | Liga    | Liga |
| Klubb          | Säsong    | Division         | Matcher | Mål  |
| -------------- | --------- | ---------------- | ------- | ---- |
| Djurgårdens IF | 1939/1940 | Division 2 Norra | ?       | 1    |
| Djurgårdens IF | 1940/1941 | Division 2 Norra | ?       | 0    |
| Djurgårdens IF | 1941/1942 | Division 2 Norra | ?       | 4    |
| Djurgårdens IF | 1942/1943 | Division 2 Norra | ?       | 5    |
| Djurgårdens IF | 1943/1944 | Division 2 Norra | ?       | 7    |
| Djurgårdens IF | 1944/1945 | Division 2 Norra | 7       | 1    |
| Djurgårdens IF | 1945/1946 | Allsvenskan      | 11      | 0    |
| Djurgårdens IF | 1946/1947 | Allsvenskan      | 6       | 5    |
| Djurgårdens IF | Totalt    | Totalt           | 24      | 23   |